# Cleveland Play House
Cleveland Play House est une compagnie de théâtre professionnelle régionale et un théâtre situés à Cleveland en Ohio. La compagnie est fondée en 1915 et le bâtiment en construit en 1927. Actuellement, la compagnie se produit au Allen Theatre sur le Playhouse Square, où elle est basée depuis 2011.
La Cleveland Play House est organisée comme la plupart des compagnie de théâtre américaines, avec un conseil d'administration et un certain nombre d'administrateurs. Le Conseil d'administration est présidé par Anne Marie Warren. La direction artistique est assurée par Laura Kepley. Le directeur général était Kevin Moore jusqu'à sa mort en 2020. Les directeurs nationaux du théâtre sont Alan Alda, Austin Pendleton et Joel Grey.
En 2015, le théâtre reçoit le Tony Award de la meilleure compagnie théâtrale, le 7 juin au Radio City Music Hall à New York.

## Artistes notables
- Alan Alda
- Joel Grey
- Margaret Hamilton
- Paul Newman
- Elizabeth Hartman
- Eleanor Parker
- June Squibb
- Ray Walston
- Jack Weston
- Grant Show
- James Riordan

## Directeurs artistiques
| 1915-1921          | Raymond O'Neil     |
| 1921-1958          | Frederic McConnell |
| 1959-1970          | K. Elmo Lowe       |
| 1970-1971          | William Green      |
| 1971-1985          | Richard Oberlin    |
| 1988-1994          | Josephine Abady    |
| 1995-2004          | Peter Hackett      |
| 2004-2013          | Michael Bloom      |
| 2013 à aujourd'hui | Laura Kepley       |

## Productions
- 2014 : La Vipère
- 2014 : How We Got On
- 2014 : A Christmas Story
- 2015 : Five Guys Named Moe
- 2015 : The Pianist of Willesden Lane
- 2015 : Vania et Sonia et Macha et Spike
- 2015 : Fairfield
- 2015 : Ken Ludwig's A Comedy of Tenors
- 2015 : The Crucible
- 2015 : A Christmas Story
- 2016 : Little Shop of Horrors
- 2016 : The Mountaintop
- 2016 : Luna Gale
- 2016 : Mr. Wolff
- 2016 : Potins de femme
- 2016 : All the Way
- 2016 : Sex With Strangers
- 2016 : A Christmas Story
- 2017 : Ken Ludwig's Baskerville: A Sherlock Holmes Mystery
- 2017 : How I Learned to Drive
- 2017 : Between Riverside and Crazy
- 2017 : Shakespeare in Love
- 2017 : Le Journal d'Anne Frank
- 2017 : A Christmas Story
- 2018 : Marie and Rosetta
- 2018 : The Invisible Hand
- 2018 : The 25th Annual Putnam County Spelling Bee
- 2018 : The Royale
- 2018 : La Dame en noir
- 2018 : Sweat
- 2018 : A Christmas Story
- 2019 : An Iliad
- 2019 : Ken Ludwig's Sherwood: The Adventures of Robin Hood
- 2019 : Tiny Houses
- 2019 : Native Gardens